# Rózsa Norbert
Rózsa Norbert (Dombóvár, 1972. február 9. –) olimpiai és világbajnok magyar mellúszó. Három egymást követő olimpiai játékokon képviselte Magyarországot. Először az 1992. évi nyári olimpiai játékokon Barcelonában nyert ezüstérmet 100 és 200 méter mellúszásban. Négy évvel később, az 1996. évi nyári olimpiai játékokon Atlantában olimpiai bajnok lett 200 méter mellen. Olimpiai sikerein kívül világbajnokságon és Európa-bajnokságon is sikerült győznie. A valaha volt egyik legsikeresebb mellúszó a világon.

## Pályafutása
Első úszóversenyén hétéves korában indult. 1989-ben bronzérmes volt az ifjúsági Európa-bajnokságon. 1991-ben a világbajnokságon 100 m mellen a selejtezőben a világcsúccsal azonos időt úszott. A döntőben világcsúccsal győzött. 200 m mellen Európa-csúccsal második lett. Az 1991-es Európa-bajnokságon 100 m mellen a selejtezőben újabb világcsúcsot úszott. A döntőben aranyérmet szerzett. 200 mellen ezüstérmes lett. A 4 × 100 méteres vegyes váltóval harmadik volt. Az olimpián 100 méteren nyolcadik helyen jutott a döntőbe, ahol ezüstérmes lett. 200 méter mellen Európa-csúccsal újabb második helyezést ért el. A 4 × 100 méteres vegyes váltóval hatodik helyezést szerzett.
1993 elején Ausztráliába költözött. Edzéseit Gerry Stachewicz irányította. A híradásokban felmerült, hogy ausztrál színekben versenyez tovább, de decemberben, az Ausztráliában edzőtáborozó magyar válogatottal hazatért. 1994-ben világbajnokságot nyert mindkét mellúszó versenyszámban. A 4 × 100 méteres vegyes váltóval harmadik lett. A következő évben az Európa-bajnokságon 100 méteren és 200 méteren egyaránt negyedik volt. Az atlantai olimpián 100 méteren a 14. időt úszta. A B-döntőben nem indult el. 200 méteren aranyérmet szerzett.
1997-ben nem indult az Eb-n. Az 1998-as vb-n 100 méteren kiesett. 200 méteren és a vegyes váltóval bronzérmes lett. A vb után bejelentette, hogy Széchy Tamás helyett Nagy József irányítja az edzéseit. A nyár folyamán a világválogatott tagjaként szerepelt a jóakarat játékokon. Az 1999-es Európa-bajnokságon 100 méteren 16., 200 méteren 11. volt. 2000 áprilisától ismét Széchy készítette fel. Az olimpián 200 méter mellen 13. helyen végzett. Ezt követően visszavonult.

## Magyar bajnokság
|                  | 1988 | 1989 | 1990 | 1991 | 1992 | 1993 | 1994 | 1995 | 1996 | 1997 | 1998 | 1999 | 2000 |
| ---------------- | ---- | ---- | ---- | ---- | ---- | ---- | ---- | ---- | ---- | ---- | ---- | ---- | ---- |
| 50 m gyors       |      |      |      |      |      |      |      | 7.   |      |      |      |      |      |
| 100 m gyors      |      |      |      |      |      |      |      | 6.   |      |      |      |      |      |
| 50 m mell        | 4.   | 7.   |      |      |      |      |      |      |      |      | 1.   | 3.   |      |
| 100 m mell       |      |      | 1.   | 1.   | 2.   |      | 1.   | 1.   | 3.   | 1.   | 1.   | 1.   |      |
| 200 m mell       | 6.   |      | 1.   | 2.   |      |      | 1.   | 1.   | 1.   | 1.   | 1.   | 1.   |      |
| 200 m vegyes     |      |      |      |      |      |      |      | 6.   |      |      |      |      |      |
| 4 × 100 m gyors  |      |      |      |      |      |      |      |      |      | 1.   |      |      |      |
| 4 × 200 m gyors  |      |      |      |      |      |      |      |      |      | 1.   |      |      |      |
| 4 × 100 m vegyes |      |      | 1.   | 1.   |      |      |      | 1.   | 1.   | 1.   | 1.   | 1.   | 1.   |

## Rekordjai

### 100 m mell
- 1:01,94 (1990. december 4., Budapest) ifjúsági és felnőtt országos csúcs
- 1:01,49 (1991. január 7., Perth) világcsúcs beállítás
- 1:01,45 (1991. január 7., Perth) világcsúcs
- 1:01,29 (1991. augusztus 20., Athén) világcsúcs

### 200 m mell
- 2:12,03 (1991. január 11., Perth) Európa-csúcs
- 2:11,23 (1992. július 29., Barcelona) Európa-csúcs

## Díjai, elismerései
- Kiváló Ifjúsági Sportoló (1989)
- Az év magyar sportolója szavazás második helyezettje (1990)
- OSH Világbajnoki Győzelemért Érem (1991)
- Az év magyar sportolója szavazás harmadik helyezettje (1991)
- Magyar Köztársasági Arany Érdemkereszt (1992)
- Az év magyar úszója (1994, 1996, 1998)
- OTSH Világbajnoki Győzelemért Érem (1994)
- Az év magyar sportolója (1994)
- A Magyar Köztársasági Érdemrend tisztikeresztje (1996)
- Az úszó Hírességek csarnokának tagja (2005)
- A magyar úszósport halhatatlanja (2014)[1]
- Csik Ferenc-díj (2022)[2]

## Emlékezete
- emléktábla Dombóváron – 1999
- Kerámia portré a Dombóvári Pantheonban – Ivanich üzletház árkádjának falán Dombóváron – 2012[3]
- Street art – grafitti Dombóváron az uszoda kerítésén